# Seznam představitelů Litoměřic
Toto je seznam představitelů města Litoměřice.

## Purkmistři
- kolem 1420: Petr Pichel[1][2]

## Starostové
- 1862–1881: Wenzel Fleischer
- 1893–1911: Alois Funke
- říjen 1918 – prosinec 1918: Augustin Fibiger (Národní výbor československý)
- 1934–1936: Franz Křepek[3]
- 1990 - 1994: Zdeněk Rosol
- 90. léta 20. století: Milan Tejkl
- do 2002: Jiří Landa
- 2002–2022: Ladislav Chlupáč
- od 2022: Radek Löwy[4]